# Kilroy (tecknad serie)
Kilroy var det svenska namnet på den italienska tecknade äventyrsserien Amok. Serien skapades 1946 av Antonio Canale (under namnet Tony Chan) och Cesare Solini (under namnet Phil Anderson). De gjorde serien t.o.m. 1948, då Franco Baglioni (manus) och Franco Donatelli (teckningar) tog över bara några månader före seriens nedläggning. Kilroy fick sitt svenska namn ifrån den populära amerikanska "Kilroy was here"-signaturen. Ett antal avsnitt tecknades av Rolf Gohs.
Serien publicerades i Seriemagasinet, Serienytt och 1970 även i egen tidning. 